# اندیس میدان بالا۲
میدان بالا۲ یک اندیس فلزی است که در حوالی شهر خوی استان آذربایجان غربی قرار دارد و مادهٔ معدنی موجود در آن، مس است.  